# Lymanopoda levana
Lymanopoda levana är en fjärilsart som beskrevs av Frederick DuCane Godman 1905. Lymanopoda levana ingår i släktet Lymanopoda och familjen praktfjärilar. Inga underarter finns listade i Catalogue of Life.